# Halina Drohocka
Halina Drohocka, znana także jako Halina Drohocka-Kordowska (ur. 14 marca 1909 w Mościskach, zm. 26 maja 2005 w Skolimowie) – polska aktorka teatralna i filmowa.

## Życiorys
Przed II wojną światową występowała w Teatrze im. Juliusza Słowackiego w Krakowie, w wileńskim Teatrze na Pohulance oraz na scenach Poznania i Warszawy.
Po wojnie początkowo występowała w Łodzi i Wrocławiu, od roku 1952 związana była z Teatrem Ateneum w Warszawie, później z teatrami: Rozmaitości i Klasycznym. Przez wiele lat była wykładowcą i profesorem warszawskiej PWST.
Zmarła w Skolimowie w wieku 96 lat, tam też została pochowana.

## Przebieg pracy
W trakcie swej, bardzo długiej, 68-letniej kariery aktorskiej współpracowała z 22 teatrami z: Krakowa, Sosnowca, Bydgoszczy, Poznania, Wilna, Łucka, Lublina, Tounia, Łodzi, Białegostoku, Wrocławia, Szczecina, Legnicy, Zielonej Góry, Gniezna i Warszawy:
- Teatr Miejski im. Juliusza Słowackiego, Kraków: 1930–1932
- Teatr Miejski, Sosnowiec: 1932–1933
- Teatr Miejski, Bydgoszcz: 1933–1934
- Teatr Nowy im. Heleny Modrzejewskiej, Poznań: 1934–1935
- Teatr na Pohulance, Wilno: 1935–1937
- Teatr Kameralny, Warszawa: 1937–1938
- Teatr Ziemi Wołyńskiej, Łuck-Lublin: 1938–1939
- Teatr Ziemi Pomorskiej, Toruń: 1945–1946
- Teatr Kameralny Domu Żołnierza, Łódź: 1946–1948
- Teatr Miejski, Białystok: 1947–1948
- PWST Warszawa (siedziba w Łodzi): 1948–1949 jako wykładowca
- Teatr Wojska Polskiego, Łódź: 1948–1949
- Teatry Dramatyczne, Wrocław: 1949–1952
- Teatr Ateneum im. Stefana Jaracza, Warszawa: 1952–1955
- PWST, Warszawa: 1953–1979 jako starszy wykładowca i docent
- Teatr Młodej Warszawy, Warszawa: 1955–1957
- Teatr Klasyczny, Warszawa: 1957–1971
- Teatr Polski, Szczecin: 1981
- Teatr Dramatyczny, Legnica: 1984, 1990
- Lubuski Teatr im. Leona Kruczkowskiego, Zielona Góra: 1985
- Teatr im. Aleksandra Fredry, Gniezno: 1987
- Teatr Współczesny, Warszawa: 1992

## Kariera sceniczna

### Początki
Zadebiutowała 20 września 1930 r., jako Dama, na scenie krakowskiego Teatru Miejskiego, w sztuce Niespodzianka, którego autorem jest Karol Rostworowski, w reżyserii Teofila Trzcińskiego.

### lata 30.
- 7 III 1931: Ludzie w hotelu Vicki Baum, reż. Jerzy Szyndler – jako Pokojówka (Teatr Miejski im. Juliusza Słowackiego, Kraków)
- 4 VI 1932: Królowa przedmieścia (wodewil) Konstanty Krumłowski, reż. Teofil Trzciński – jako Staszka (Teatr Miejski im. Juliusza Słowackiego, Kraków)
- 2 X 1937: Współczucie Pola Gojawiczyńska, reż. Karol Adwentowicz (Teatr Kameralny, Warszawa)
- 4 III 1938: Żabusia Gabriela Zapolska (Teatr Kameralny, Warszawa)
- 2 IX 1938: Szesnastolatka Filip i Aimee Stuartowie, reż. Stanisław Aleksander Spiegel – jako Jenny Lawrence (Teatr Ziemi Wołyńskiej, Łuck-Lublin)
- 6 X 1938: W perfumerii Laszlo Miklos, reż. Kazimierz Rudzki – jako Lilka (Teatr Ziemi Wołyńskiej, Łuck-Lublin)
- 3 XI 1938: Małżeństwo Gabor Janos Vaszary, reż. Janusz Strachocki – jako Hella (Teatr Wołyński im.Słowackiego, Łuck).

### lata 40.
- 14 II 1946: Mąż i żona[4] Aleksander Fredro, reż. Leonia Jabłonkówna – jako Elwira (Teatr Ziemi Pomorskiej, Toruń)
- 5 X 1946: Major Barbara George Bernard Shaw, reż. Erwin Axer – jako Jenny Hill (Teatr Kameralny Domu Żołnierza, Łódź)
- 22 I 1947: Homer i Orchideja Tadeusz Gajcy, reż. Józef Wyszomirski – jako Tekmessa (Teatr Kameralny Domu Żołnierza, Łódź)
- 30 IV 1947: Miasto w dolinie John Boynton Priestley, reż. Jan Rybkowski – jako Dorothy Stritton (Teatr Kameralny Domu Żołnierza, Łódź)
- 9 VI 1949: Na dnie Maksim Gorki, reż. Leon Schiller – jako Anna (Teatr Wojska Polskiego, Łódź)
- 29 IX 1949: Zemsta (komedia) Aleksander Fredro, reż. Henryk Szletyński – jako Podstolina (Teatry Dramatyczne, Wrocław).

### lata 50.
- 14 X 1950: Lekkomyślna siostra Włodzimierz Perzyński, reż. Maryna Broniewska – jako Helena (Teatry Dramatyczne, Wrocław)[5]
- 15 V 1951: Skąpiec Molier, reż. Maryna Broniewska – jako Frozyna (Teatry Dramatyczne, Wrocław)
- 7 VII 1951: W Błędomierzu Jarosław Iwaszkiewicz, reż. Maria Wiercińska – jako panna Wolffke (Teatry Dramatyczne, Wrocław)
- 9 II 1952: Trzydzieści srebrników Howard Fast, reż. Czesław Staszewski – jako Jane Graham (Teatry Dramatyczne, Wrocław)
- 27 VII 1952: Magazyn mód Iwan Kryłow, reż. Stanisław Bugajski – jako Sumburowa (Teatry Dramatyczne, Wrocław)
- 18 V 1953: Ostatni Maksim Gorki, reż. Janusz Warmiński – jako Zofia (Teatr Ateneum im. Stefana Jaracza, Warszawa)
- 27 VI 1953: Śluby panieńskie, czyli Magnetyzm serca Aleksander Fredro, reż. Maria Wiercińska – jako pani Dobrójska (Teatr Nowej Warszawy, Warszawa)
- 23 VII 1953: Panna Maliczewska Gabriela Zapolska, reż. Janusz Warmiński – w podwójnej roli: Daumowa, Hiszowska (Teatr Ateneum im. Stefana Jaracza, Warszawa)
- 29 IV 1954: Ostatnia ofiara Aleksandr Ostrowski, reż. Władysław Sheybal – jako Michewna (Teatr Ateneum im. Stefana Jaracza, Warszawa)
- 30 IV 1955: Maturzyści Zdzisław Skowroński, reż. Zdzisław Tobiasz – jako Wójcikowa (Teatr Ateneum im. Stefana Jaracza, Warszawa)
- 19 VI 1956: Eskapada Roger Mac Dougall, reż. Irena Babel – jako Stella Hampden (Teatr Młodej Warszawy, Warszawa)
- 12 X 1956: Odprawa posłów greckich Jan Kochanowski, reż. Stanisław Bugajski – jako pani Stara (Teatr Młodej Warszawy, Warszawa)
- 23 III 1957: Diabeł na plebanii Agatha Christie, reż. Jan Kulczyński – jako panna Marple (Teatr Młodej Warszawy, Warszawa)
- 25 I 1958: Umówiony dzień Janusz Teodor Dybowski, reż. Czesław Strzelecki – jako Borowikowa (Teatr Klasyczny, Warszawa)
- 27 IX 1958: Moralność pani Dulskiej Gabriela Zapolska, reż. Jadwiga Chojnacka – jako Juliasiewiczowa z Dulskich (Teatr Klasyczny, Warszawa)
- 11 II 1959: Taka miłość Pavel Kohout, reż. Jadwiga Chojnacka – jako pani Stiborowa (Teatr Klasyczny, Warszawa)
- 9 V 1959: Trzy siostry Anton Czechow – reżyseria (PWST, Warszawa)
- 28 V 1959: Sędzia w potrzasku Henry Fielding, reż. Emil Chaberski – jako pani Żandarmowa (Teatr Klasyczny, Warszawa)
- 28 XI 1959: Dziewczęta z fotografii Gian Paolo Callegari, reż. Jadwiga Chojnacka – jako pani Mariotti (Teatr Klasyczny, Warszawa).

### lata 60.
- 3 VII 1960: Klub kawalerów Michał Bałucki, reż. Józef Słotwiński – jako pani Mirska (Teatr Klasyczny, Warszawa)
- 28 I 1961: Sto dni małżeństwa Marta Gergely, reż. Irena Grywińska – jako Lili (Teatr Klasyczny, Warszawa)
- 8 XI 1961: Harvey (sztuka) Mary Chase, reż. Emil Chaberski – jako Betty Chumley (Teatr Klasyczny, Warszawa)
- 31 V 1964: Krzywe lustra Zofia Bystrzycka, reż. Jan Kulczyński – jako Walentyna Wyprzodek (Teatr Klasyczny, Warszawa)
- 13 XI 1965: Ondyna Jean Giraudoux, reż. Ireneusz Kanicki – jako Eugenia (Teatr Klasyczny, Warszawa)
- 12 III 1967: Dziś do ciebie przyjść ... scen. i reż. Irenusz Kanicki (Teatr Klasyczny, Warszawa).

### lata 70.
- 17 X 1970: Gwałtu, co się dzieje![6] Aleksander Fredro, reż. Lech Komarnicki – jako Agata (Teatr Klasyczny, Warszawa).

### lata 80.
- 6 III 1981: Odprawa posłów greckich Jan Kochanowski, reż. Bernard Hanaoka – praca nad tekstem literackim (Teatr Polski, Szczecin)[7]
- 26 II 1984: Mąż i żona[4] Aleksander Fredro, reż. Bernard Hanaoka – praca nad tekstem literackim (Teatr Dramatyczny, Legnica)
- 22 XII 1984: Dziady (dramat) Adam Mickiewicz, reż. Józef Jasielski – praca nad tekstem literackim (Teatr Dramatyczny, Legnica)
- 9 III 1985: Fantazy Słowacki Juliusz, reż. Bernard Hanaoka – praca nad tekstem literackim (Lubuski Teatr im. Leona Kruczkowskiego, Zielona Góra)
- 19 XII 1985: Wyzwolenie (dramat) Stanisław Wyspiański, reż. Bernard Hanaoka – praca nad tekstem literackim (Lubuski Teatr im. Leona Kruczkowskiego, Zielona Góra)
- 14 V 1987: Ciotunia[8] Aleksander Fredro, reż. Tadeusz Pliszkiewicz – praca nad tekstem literackim (Teatr im. Aleksandra Fredry, Gniezno).

### Schyłek
- 10 XI 1990: Zemsta (komedia) Aleksander Fredro, reż. Remigiusz Caban – konsultacja wiersza (Teatr Dramatyczny, Legnica)
- 23 V 1992: Sami porządni ludzie Gelinas Gratien, reż. Kazimierz Kutz – gościnnie, jako Matka (Teatr Współczesny, Warszawa).

## Telewizja
Za debiut można uznać jej występ 1 sierpnia 1957 r., w spektaklu Teatru Telewizji, w komedii Michała Bałuckiego Klub kawalerów, w reżyserii Rudolfa Ratschka.
- 8 IV 1958: Śluby panieńskie Aleksander Fredro, reż. Maria Wiercińska
- 15 V 1958: Ania z Zielona Wzgórza Lucy Maud Montgomery, reż. Bohdan Radkowski – jako pani Stone
- 7 VII 1958: Komedia konkursowa Adam Asnyk, reż. Maryna Broniewska – jako Katarzyna Kancińska
- 23 I 1961: Ta trzecia Henryk Sienkiewicz, reż. Bohdan Radkowski – jako Susłowska
- 8 X 1962: Dwa teatry Jerzy Szaniawski, reż. Jerzy Antczak
- 13 V 1963: Żabusia Gabriela Zapolska, reż. Jan Kulczyński – jako Milewska
- 7 I 1972: Nie za górę, nie za rzekę ... Zofia Posmysz, reż. Marek Wortman
- 17 I 1980: Dom 11-odcinkowy serial fabularny, reż. Jan Łomnicki – jako kobieta przy liście ekshumowanych (odc. 1 – Co ty tu robisz człowieku?)
- 12 XI 1984: Elżbieta królowa Anglii Ferdinand Bruckner, reż. Laco Adamík – jako Lady Anna
- 10 XII 1989: Dekalog 10-odcinkowy serial obyczajowy, reż. Krzysztof Kieślowski – jako ciotka Ewy (odc. 3 – Dekalog, Trzy)
- 18 XI 1991: Ojciec August Strindberg, reż. Jan Maciejowski – jako Margret
- 24 III 1997: Tu się urodziłem Włodzimierz Odojewski, reż. Jan Maciejowski – jako pani Kaniowska.

## Film
Debiut na ekranie kinowym miał miejsce 28 marca 1948 r.: Ostatni etap film wojenny, reż. Wanda Jakubowska – jako "lekarka" Lalunia. Inne filmy z udziałem Drohockiej wymieniono poniżej:
- 27 III 1950: Dom na pustkowiu dramat psychologiczny, reż. Jan Rybkowski – jako nauczycielka
- 8 V 1953: Żołnierz zwycięstwa film biograficzny, reż. Wanda Jakubowska – jako żona Brzostowskiego
- 25 II 1954: Autobus odjeżdża 6.20 dramat psychologiczno-obyczajowy, reż. Jan Rybkowski – jako pani doktorowa, klientka fryzjera Ryżyka
- 14 XI 1958: Żołnierz królowej Madagaskaru komedia muzyczna, reż. Jerzy Zarzycki – jako Marcjanna Mącka, matka Władka
- 12 I 1959: Zamach film wojenny, reż. Jerzy Passendorfer – jako matka "Czarnego".

## Radio

### Początki
Po raz pierwszy przed mikrofonami Teatru Polskiego Radia pojawiła się 26 grudnia 1953 r.: słuchowisko Rzeka Czerwona Mirosław Żuławski, reż. Rena Tomaszewska.

### lata 50.
- 29 V 1955: Gryczane pierożki Tomasz Zan, reż. Zbigniew Kopalko – jako Narratorka 1
- 20 V 1956:
  - Mój przyjaciel Marceli (cz. I) scen. i reż. Jan Koecher[11]
  - Sindbad Bolesław Leśmian, reż. Rena Tomaszewska – jako Królewna błękitna
- 12 VII 1956: Rozmowa z bohaterem Ludwik Askenazy, reż. Aleksander Bardini – jako Malarka
- 7 II 1958: Wierna rzeka Stefan Żeromski, reż. Zbigniew Kopalko – jako Narrator
- 10 I 1959: Szaleństwo Charles de Peyret-Chappuis, reż. Zbigniew Kopalko – jako Zuzanna.

### lata 60.
- 12 II 1960: Rakieta Thunderbolt Marian Promiński, reż. Zdzisław Nardelli – jako Gubernatorowa
- 25 VII 1961: Kazan Zygmunt Zeydler-Zborowski, reż. Jerzy Rakowiecki – jako Marta
- 25 V 1962: Śpiewam rozkwitły Eden Zuzanna Ginczanka, reż. Jerzy Markuszewski – jako Chór kobiecy
- 18 X 1963: Broszka William Faulkner, reż. Zbigniew Kopalko – jako Matka
- 12 I 1965: Przygoda w Warszawie Halina Pietrusiewicz, reż. Halina Hermelin – jako Ciocia
- 6 II 1966: Odwiedziny Czesław Chruszczewski (słuchowisko SF), reż. Zbigniew Kopalko – jako Pani domu
- 23 X 1966: Harfa Traw Truman Capote, reż. Zbigniew Kopalko – jako Żona pastora
- 11 IV 1968: Zapalniczka Jerzy Przeździecki, reż. Zbigniew Kopalko – jako Kuleszowa
- 14 I 1969: Polska to jest wielka rzecz Stanisław Wyspiański, reż. Wojciech Maciejewski – jako Hekuba.

### lata 70.
- 20 I 1970: Wierna rzeka Stefan Żeromski, reż. Wojciech Maciejewski – jako Księżna
- 16 II 1970: Żalem napełniona Wiktor Reyzz-Rubini, reż. Zofia Rakowiecka – jako Matka
- 15 III 1970: Mariana Pineda(inne języki) Federico García Lorca, reż. Wojciech Maciejewski – jako Matka Carmen
- 16 V 1972: Alkhadar Edmund Chojecki, reż. Wojciech Maciejewski – jako Sokolnikowa
- 17 XII 1973: Pałka, zapałka, dwa kije Andrzej Szypulski, reż. Wojciech Maciejewski
- 11 I 1974: Popioły Stefan Żeromski, reż. Jan Świderski – jako Matka Rafała
- 18 XI 1974: Ile śpiew uniesie Władysław Żesławski, reż. Zbigniew Kopalko – jako Matka
- 5 X 1975: Niebieski krzyż Anna Sudlitz, reż. Juliusz Owidzki – jako pani Karłowiczowa
- 18 VII 1976: Trzy po trzy o Fredrze Zofia Orszulska, reż. Wojciech Maciejewski – jako Stara dama
- 13 XI 1976: Tysiąc i jedna noc nauki Piotr Sopoćko, reż. Wiesław Opałek
- 28 III 1977: Serca ocalone Helena Komorowska, reż. Jerzy Kierst.

### lata 80.
- 2 VI 1985: Dom Bernardy Alba Federico García Lorca, reż. Zbigniew Kopalko – jako Maria Josefa
- 3 X 1985: Pieśń o Nalu i Damajanti, reż. Zbigniew Kopalko
- 30 III 1986: Wrzos Maria Rodziewiczówna, reż. Andrzej Zakrzewski – jako Bogucka.

### Schyłek
- 16 VI 1991: Trzy powiastki prozą Adam Mickiewicz, reż. Zbigniew Kopalko.

## Odznaczenia i nagrody
- III nagroda na Festiwalu Polskich Sztuk Współczesnych w 1951 za rolę panny Wolfke w sztuce W Błędomierzu Jarosława Iwaszkiewicza w Teatrach Dramatycznych we Wrocławiu
- 19 stycznia 1955 r. na wniosek Ministra Kultury i Sztuki została odznaczona Medalem 10-lecia Polski Ludowej[12].